# 东区 (美属萨摩亚)

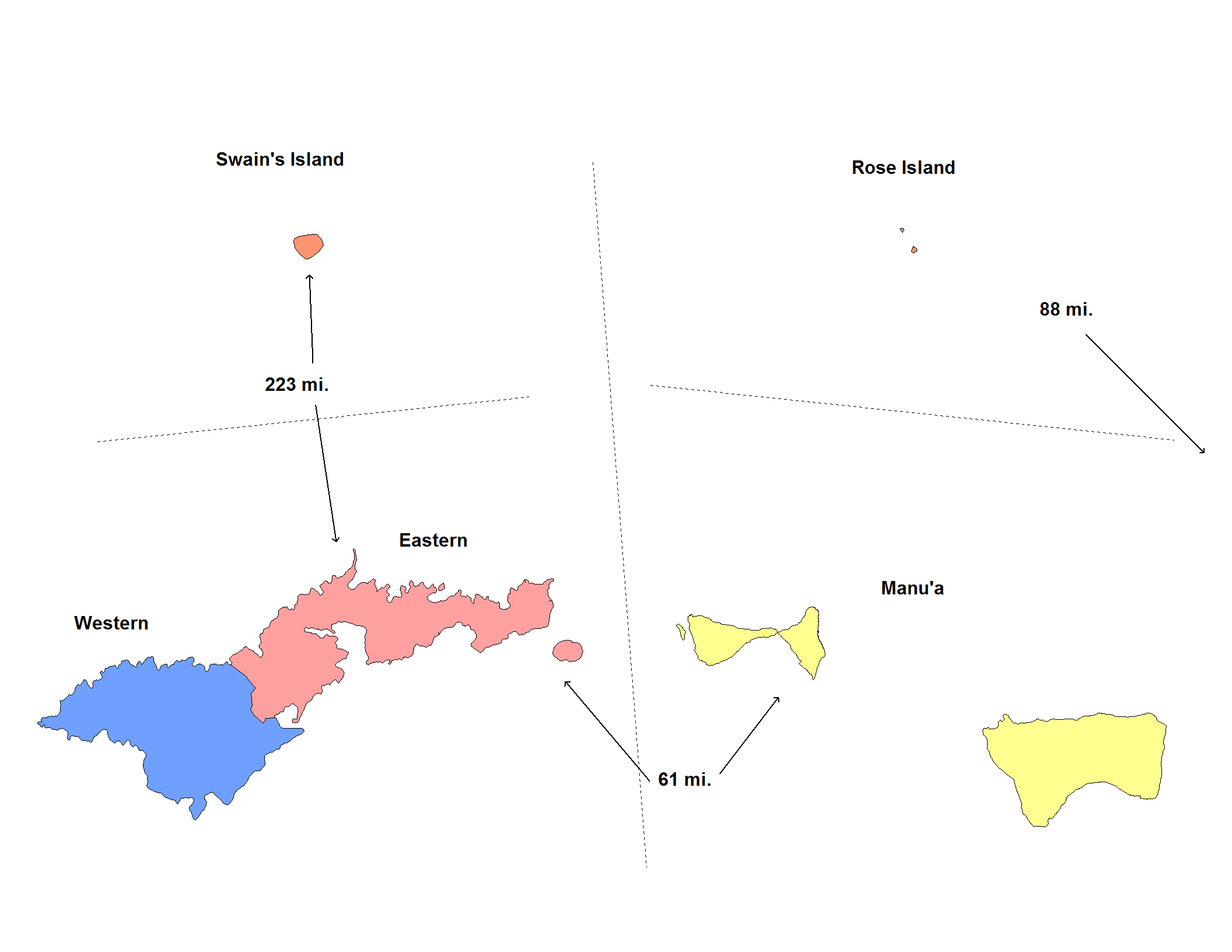
美属萨摩亚东区標示為紅色

东区（Eastern District）是美属萨摩亚的一级行政区划之一，包括图图伊拉岛（美属萨摩亚最大岛）的东部，以及奧努烏島。面积为67.027 km² (25.879 sq mi)，2000年人口为23,441。 包括34个村庄，以及Nu'uuli村的一部分。其中有帕果帕果(Pago Pago)， Fagatogo，和Utulei。